# Michaela Fukačová
Michaela Fukačová (* 27. března 1959 v Brně) je česká violoncellistka, laureátka významných mezinárodních soutěží, žijící trvale v Dánsku.

## Život
Absolvovala Konzervatoř Brno u Bedřicha Havlíka, pražskou Hudební fakultu AMU u Alexandra Večtomova a po přestěhování do Dánska též sólistickou třídu Královské konzervatoře v Kodani u E. Bløndal-Bengtssona. Soukromě studovala i u Mstislava Rostropoviče. Jako sólistka je zvána ke spolupráci předními orchestry (Česká filharmonie, Berlínský symfonický orchestr, Hamburger Mozart Orchester, Danish Radio Orchestra, Orquesta Sinfónica de Radio Televisión Española, Orchestre Philharmonique du Luxembourg, The NHK Orchestra Tokyo, English Symphony Orchestra, BBC Symphony Orchestra, Orchestra de Radio France, atd.) a s renomovanými dirigenty (Gerd Albrecht, Petr Altrichter, Jiří Bělohlávek, Aldo Ceccato, Sixten Ehrling, Valerij Gergijev, Hans Graff, Sir Charles Groves, Elijahu Inbal, Jorma Panula, Libor Pešek, Edvard Serov, David Shallon, Heinz Wallberg a další).
Mnoho let spolupracovala s houslistou Josefem Sukem. S klavíristou Ivanem Klánským natočila řadu desek, například oceňovanou nahrávku kompletního díla pro violoncello a klavír Bohuslava Martinů. Za svoji interpretaci Myslivečkova koncertu obdržela cenu za nejlepší sólový výkon u příležitosti prvního ročníku Grammy Clasic 1996 v Praze. Spolupracuje také s Českou filharmonií – mimo jiné pozvala Michaelu Fukačovou v roce 1996 jako sólistku na jubilejní japonské turné, pořádané u příležitosti 100 let jejího výročí založení.